# Cannondale Bicycle Corporation
Pour l’article homonyme, voir Cannondale.

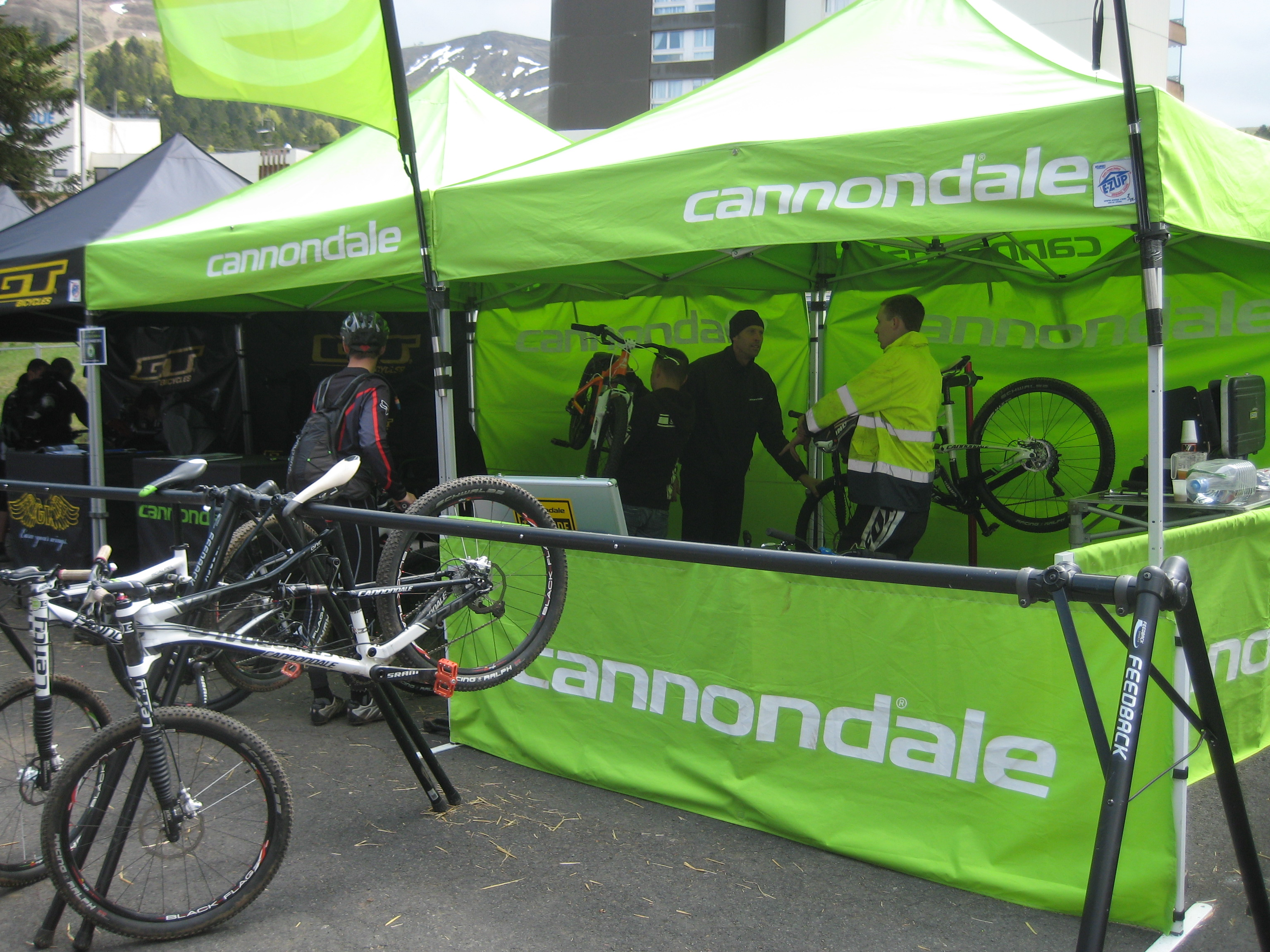
Stand Cannondale au vélo vert festival 2012 au Lioran.

Cannondale Bicycle Corporation est un important constructeur américain de vélos dont le siège se trouve à Bethel, dans le Connecticut. Jusqu'en 2010 les cadres des vélos Cannondale étaient fabriqués à Wilton (Connecticut). Depuis 2011 ils sont fabriqués à Taichung, à Taïwan. Cannondale appartient au groupe Dorel Industries.
La marque est reconnue pour ses innovations majeures dans l'industrie du cycle (fourches Headshok Fatty, Lefty, standard BB30, Scalpel avec bases flexibles en carbone pour la suspension, ...), ainsi que la remarquable qualité de fabrication de ses cadres en aluminium "Handmade in USA", avec les soudures polies.

## Historique

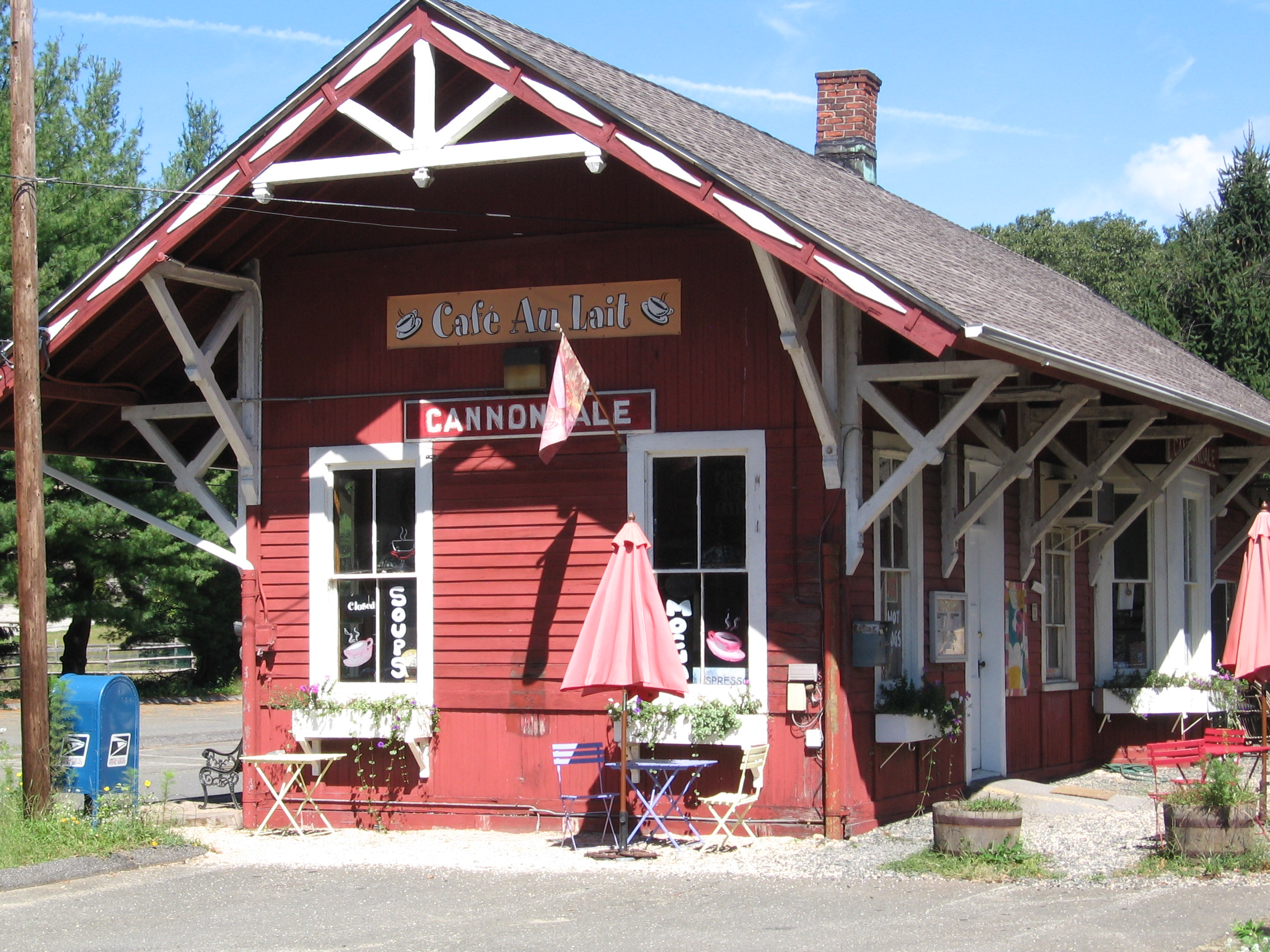
La gare de Cannondale

L'entreprise est fondée en 1971 pour fabriquer des sacs et accessoires pour le camping et le vélo, elle n'est composée que d'une équipe restreinte, dont le fondateur Joseph S. Montgomery. La jeune entreprise, installée dans un loft à Wilton, Connecticut, fait directement face à la gare de Cannondale, qui sera à l'origine du nom. Le loft, un atelier d'artiste, est situé juste au-dessus d'une conserverie de cornichons et les employés sont obligés de garder constamment les fenêtres ouvertes à cause des vapeurs et des odeurs.
En 1972, l'entreprise sort une remorque pour vélo. La marque acquiert une grande réputation grâce à ses nombreuses innovations et peut en 1977 inaugurer sa première usine dans un terminal de camions désaffecté. Le groupe est alors composé de sept employés.
C'est en 1983 que l'usine connaît un succès inattendu en sortant le ST500, son premier vélo et le premier en aluminium au prix accessible à tous qui comportait un cadre à tube de grand diamètre. Les vélos sont vendus par le catalogue L.L. Bean, un catalogue renommé et distribué dans l'ensemble des États-Unis, spécialisé dans les produits de plein air de bonne qualité et qui distribuait les précédents produits de la marque. Le chiffre d'affaires de Cannondale bondit à 6 millions de dollars cette année-là.
À la suite de ce franc succès, Cannondale Bicycle Corporation élargit sa gamme un an plus tard en lançant son premier vélo de course de route, le SR900 et son premier VTT, le SM500.
- 1988 : première participation de la marque aux Jeux olympiques d'été à Séoul en Corée du Sud.
- 1989 : création du siège européen aux Pays-Bas. Les Européens répondent de manière enthousiaste à l'établissement de la marque et les ventes augmentent bientôt de 35 % des revenus totaux.
- 1991 : la compagnie s'introduit au Japon. En même temps, une nouvelle usine d'accessoires ouvre à Philipsbourg en Pennsylvanie. C'est aussi l'année de la sortie du premier VTT avec suspension arrière, appelé E.S.T.
- 1992 : la gamme de suspension avant Head Shok est introduite.
- 1993 : Cannondale dépose un brevet pour ses innovations dans la production de cadre de vélo en utilisant des lasers guidés par informatique pour découper les tubes et ainsi augmenter considérablement la précision de la coupe. Cette même année, ils lancent la gamme de composants de vélo CODA.
- 1994 : ils lancent le modèle « Super V » qui est élu « meilleur produit de l'année » par Business Week magazine et gagne la récompense de meilleur design et conception par Popular Mechanics magazine. C'est aussi l'année où l'équipe de VTT Volvo/Cannondale remporte sept médailles du championnat du monde (dont quatre médailles d'Or) et un championnat national. La gamme de vêtement C-Style est lancée par Cannondale.
- 1996 : à l'occasion de ses 25 ans d'existence, Cannondale innove dans la technologie en construisant une gamme de cadre en aluminium, appelé CAAD.
- 1999 : Sortie de la fourche Lefty monobras, basée sur la fourche double té Moto.
- 2000 : création du standard international libre BB30 par Cannondale[6].
- 2003 : Cannondale est racheté par Pegasus Capital Advisors, suite à son echec dans son aventure, en tant que constructeur de moto, ayant financièrement mis en péril la compagnie.
- 2008 : Dorel Industries rachète Cannondale à Pegasus Capital Advisors.
- 2009 : en février Cannondale annonce le transfert de ses usines de production dans la ville de Taichung, à Taïwan.
- 2022 : Rachat de Dorel industries par la société néerlandaise Pon Holdings[7].

## Produits
La gamme de produits de cette entreprise est très large. Elle s'étend du vélo de course ultra-performant au vélo tout terrain pour les sportifs en passant par le vélo urbain. Cannondale a créé une nouvelle génération de fourches monobras appelées Lefty.

### Vélos de route (2007)

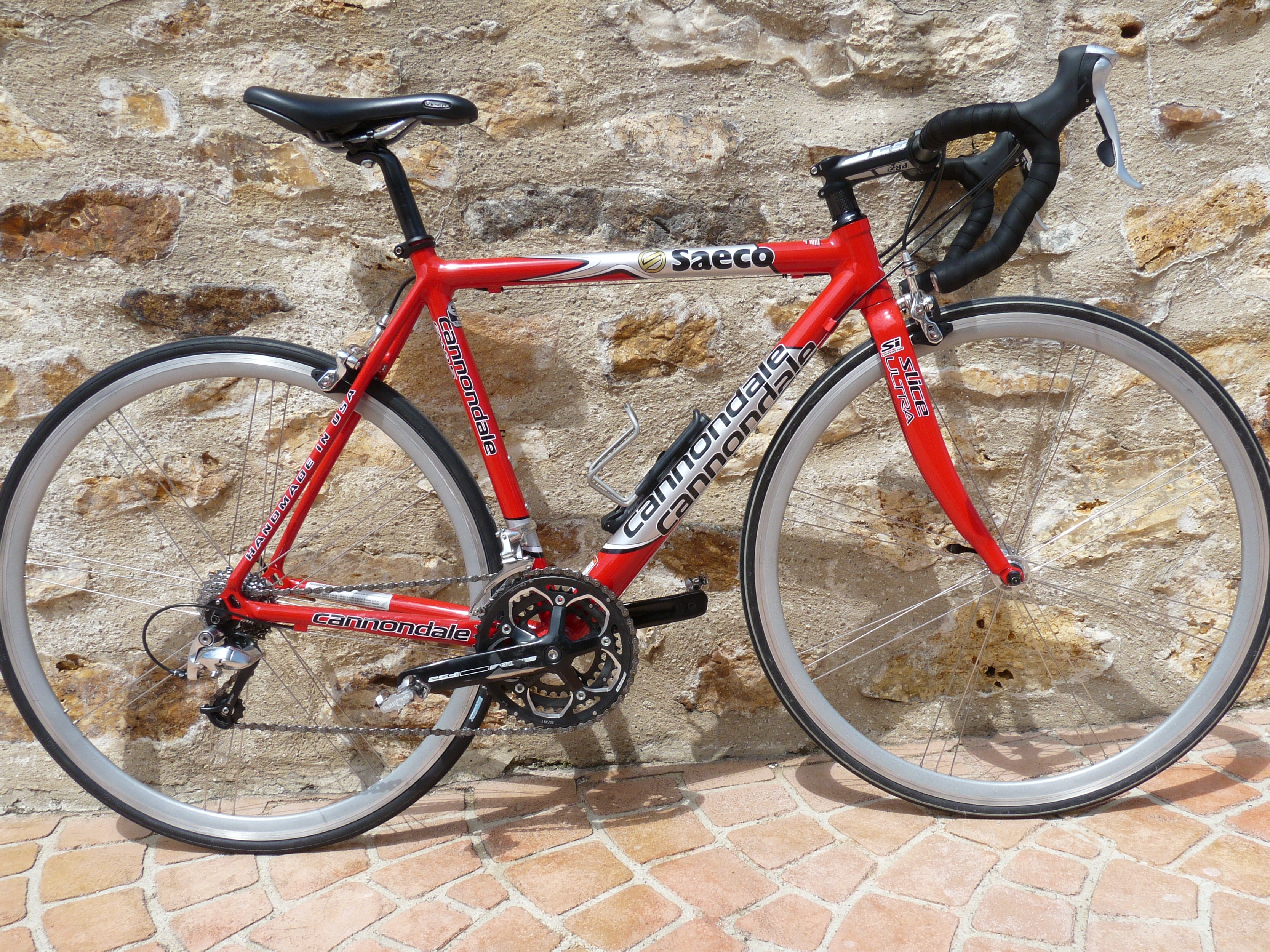
Cannondale CAAD5 équipé du système de transmission Shimano Tiagra 9 vitesses et de pédales automatiques.

- CAAD5

### Vélos tout terrain (2009)
- Judge
- Perp
- Chase
- Moto Carbon
- Moto
- Prophet
- Rize Carbon
- Rize
- Rush
- Scalpel
- Taurine
- Flash
- F Series

### Vélos tout terrain (2010)
- Juge
- Perp
- Chase
- Moto carbon
- Moto
- RZ One Fourty
- RZ One Twenty
- Rush
- Scalpel
- Flash
- F Series

### Vélos tout terrain (2011)
- Claymore
- Jekyll
- RZ One Twenty
- Scalpel
- Flash
- Trail SL
- FSI

### Vélos de route (2011)

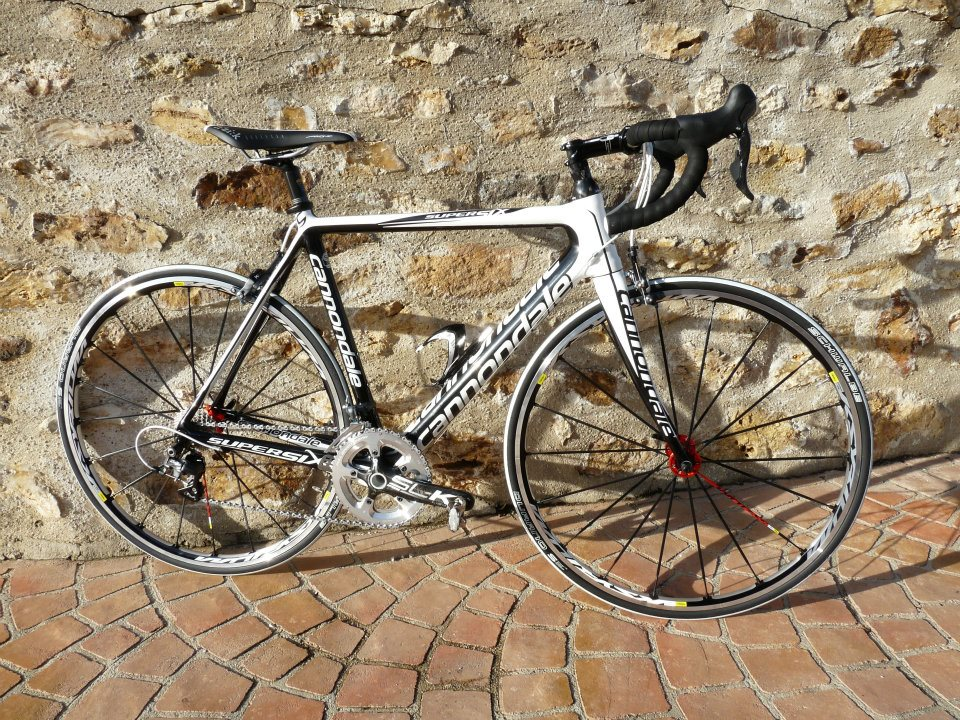
Cannondale SuperSix équipé du système de transmission Shimano Ultegra et de roues Mavic

- SuperSix HI-MOD
- SuperSix
- SuperSix Evo
- Six Carbon
- Six
- CAAD10
- CAAD8
- Slice HI-MOD
- Cyclocross
- Synapse HI-MOD
- Synapse Carbon
- Synapse

## Propriété
Fondée à l'origine par Joseph S. Montgomery, Cannondale fut une compagnie privée jusqu'en 1995, où l'entreprise fut vendue pour 22 millions $. Les affaires continuèrent en tant que compagnie de commerce public jusqu'à la faillite du 29 janvier 2003. L'intégralité des capitaux fut alors achetée à la vente publique par Pegasus Parteners II.
En mars 2007, Cannondale a annoncé que le basketteur LeBron James était devenu un actionnaire de l'entreprise.
En 2021, la sociéte néerlandaise Pon Bike possédant notamment Cervelo, Santa Cruz et Gazelle achète le groupe Dorel, alors propriétaire de Cannondale.

## Identité visuelle

Ancien logo de la marque
Logo actuel de la marque